# Facing the Giants
Facing the Giants, amerikansk film från 2006. Filmen är den andra filmen från Sherwood Pictures som ägs av Sherwood Baptist Church i Albany, Georgia. Skådespelarna till filmen är uteslutande amatörer och de flesta medlemmar i Sherwood Baptist Church.

## Handling
Grant Taylor är tränare för skolans amerikanska fotbollslag. Efter sex misslyckade säsonger överväger ledningen att ge honom sparken och byta ut honom. Han har även andra bekymmer med en bil som inte fungerar, Grant och hans fru Brooke har länge försökt bli med barn utan resultat. När livet känns som tyngst ber han till Gud om hjälp. Taylor upptäcker att meningen med livet är att prisa Gud vad som än händer. Han börjar fundera på vad det egentliga syftet med fotbollen är och bygger en ny träningsfilosofi. Det viktiga är inte att vinna, det är att ge Gud äran. "Om vi vinner så prisar vi Gud, och om vi förlorar så prisar vi Gud". Taylor får sitt fotbollslag att tro att ingenting är omöjligt för Gud. Detta förändrar hela laget som lyckas vända den nedåtgående trenden.

## Rollista (i urval)
- Alex Kendrick - Grant Taylor
- Shannen Fields - Brooke Taylor
- James Blackwell - Matt Prater
- Bailey Cave - David Childers
- Steve Williams - Larry Childers
- Tracy Goode - Brady Owens
- Jim McBride - Bobby Lee Duke
- Tommy McBride - Jonathan Weston
- Jason McLeod - Brock Kelley
- Chris Willis - J.T. Hawkins Jr.
- Ray Wood - Mr. Bridges
- Erin Bethea - Alicia Houston